# Musivgold und Musivsilber
Musivgold (lat.: aurum mosaicum), auch Judengold, unechtes Muschelgold oder Porporina, ist eine historische Bezeichnung für ein goldfarbenes Material, das durch Erhitzen einer Mischung von Zinnamalgam, Salmiak und Schwefel gewonnen wurde und das vorwiegend zur imitierten Vergoldung von Kunstwerken und zu ähnlichen Zwecken verwendet wurde, indem man es mit Eiweiß oder Lack auftrug. Diese Scheinvergoldung bzw. Scheinbronzierung widersteht Säuren, fetten Ölen und Schwefelwasserstoff besser als manche später verwendeten Bronzefarben, die wiederum heute durch moderne Farbstoffe verdrängt worden sind.
Chemisch handelt es sich um Zinn(IV)-sulfid (SnS2), das im kristallinen Zustand aus goldglänzenden Blättchen besteht. Diese fühlen sich zwischen den Fingern wie Talk an und lassen sich in dünnsten Schichten auftragen. Zinn(IV)-sulfid ist unlöslich in Wasser, wird auch von Salzsäure oder Salpetersäure nicht angegriffen, löst sich aber in Königswasser und Kalilauge und sublimiert beim Erhitzen zum Teil unzersetzt.
Musivsilber, auch Argentum musivum, wurde aus 3 Teilen Zinn, 2 Teilen Bismut, 4 Teilen Quecksilber sowie Eiweiß hergestellt.